# Villafranca di Verona
Villafranca di Verona là một thị xã thuộc tỉnh Verona ở Veneto, bắc Italia. Theo điều tra dân số năm 2001 thì đô thị này có dân số 29.353 người và diện tích 57,43 km².
Đơn vị frazioni lớn nhất là Dossobuono, với dân số 6370 người.
Alpo là một thị trấn có 2000 dân, gần sân bay.
Pizzoletta có dân số khoảng 1000 người.
Rosegaferro có dân số khoảng 1300 người.